# Guillermo Alfredo Durán
Guillermo Durán (17 de julio de 1965) es un científico y docente argentino, actual decano de la Facultad de Ciencias Exactas y Naturales de la Universidad de Buenos Aires y director del Instituto de Cálculo.

## Trayectoria
En 1989 se graduó en la Facultad de Ciencias Exactas y Naturales de la Universidad de Buenos Aires y en 2000 culminó su Doctorado en el área de Ciencias de la Computación. Es profesor de Investigación Operativa en la UBA desde 2008.
Trabajó también en colaboración con el departamento de ingeniería industrial de la Universidad de Chile, con quienes en 2016 fueron finalistas del premio Franz Edelman.
En mayo de 2024 intervino en el debate de la Ley Bases en el Senado.